# الن روزولت
 الن روزولت (انگلیسی: Ellen Roosevelt؛ زاده ۲۰ اوت ۱۸۶۸ درگذشته ۲۶ سپتامبر ۱۹۵۴) یک تنیس‌باز اهل ایالات متحده آمریکا بود.